# Erythrolamprus maryellenae
Erythrolamprus maryellenae — вид змій родини полозових (Colubridae). Ендемік Бразилії.

## Поширення і екологія
Erythrolamprus maryellenae мешкають в штатах Мінас-Жерайс, Мату-Гросу, Баїя, Гояс і Токантінс. Вони живуть в саванах серрадо, де трапляються в низинних, заболочених районах, в галерейних лісах, на луках, поблизу водойм. Ведуть наземний, напівводний спосіб життя. Живляться рибою і безхребетними.